# Bolillo
Il bolillo ([boˈliʝo]) o pan francés (pane francese) è un tipo di pane diffuso in Messico e nel resto dell'America Centrale. È una variazione della baguette, ma più corto e spesso cotto in forno in muratura. Portato a Città del Messico nel 1860 circa dai cuochi di Massimiliano I del Messico, si è poi diffuso in tutto il paese.
È lungo circa 15 cm, di forma ovale, con una crosta croccante e una soffice mollica conosciuta come migajón ([miɣaˈxon]). È l'ingrediente principale per torte e molletes. Una variazione del bolillo è la telera, che è molto simile: ha una forma più rotonda, è divisa in tre parti e solitamente è più soffice. I bolillos possono anche essere preparati con ingredienti alternativi come grano intero, germe o lino.

## Nomi
Il bolillo è una variante della baguette, e spesso il suo nome riflette quindi la somiglianza tra le due pietanze. Nello Yucatán, sono conosciuti come barras. In Guadalajara e Sonora sono chiamati birotes e spesso fatti con lievito naturale. Nel Messico del nord sono conosciuti sia come bolillos che come pan blanco, mentre nel nordest come pan francés. In Sinaloa sono chiamati torcido e birote. In America Centrale, specialmente a El Salvador, è anche conosciuto come pan francés. In Panama, un simile ma più lungo tipo di pane è conosciuto come flauta (flauto) mentre pan francés si riferisce alla più sottile e croccante baguette francese. In Brasile viene prodotto un pane simile conosciuto come pão francês o pão de sal ("pane di sale"). Nelle Filippine, un altro tipo simile di pane derivato dalla baguette è conosciuto come pan de sal (anch'esso traducibile come "pane di sale").

### Slang
Bolillo è un termine slang usato in alcune parti del Messico e degli Stati Uniti per riferirsi alle persone con la pelle chiara. L'uso è simile a quello delle parole gringo e gabacho e potrebbe non essere usato dispregiativamente a seconda della regione e del contesto sociale.
Un altro significato è inteso con l'espressione valer puro bolillo (letteralmente "valere solo pane francese"), che significa "aver poco valore", "essere di nessun valore" riferito a una persona.